# Emil Dschakow

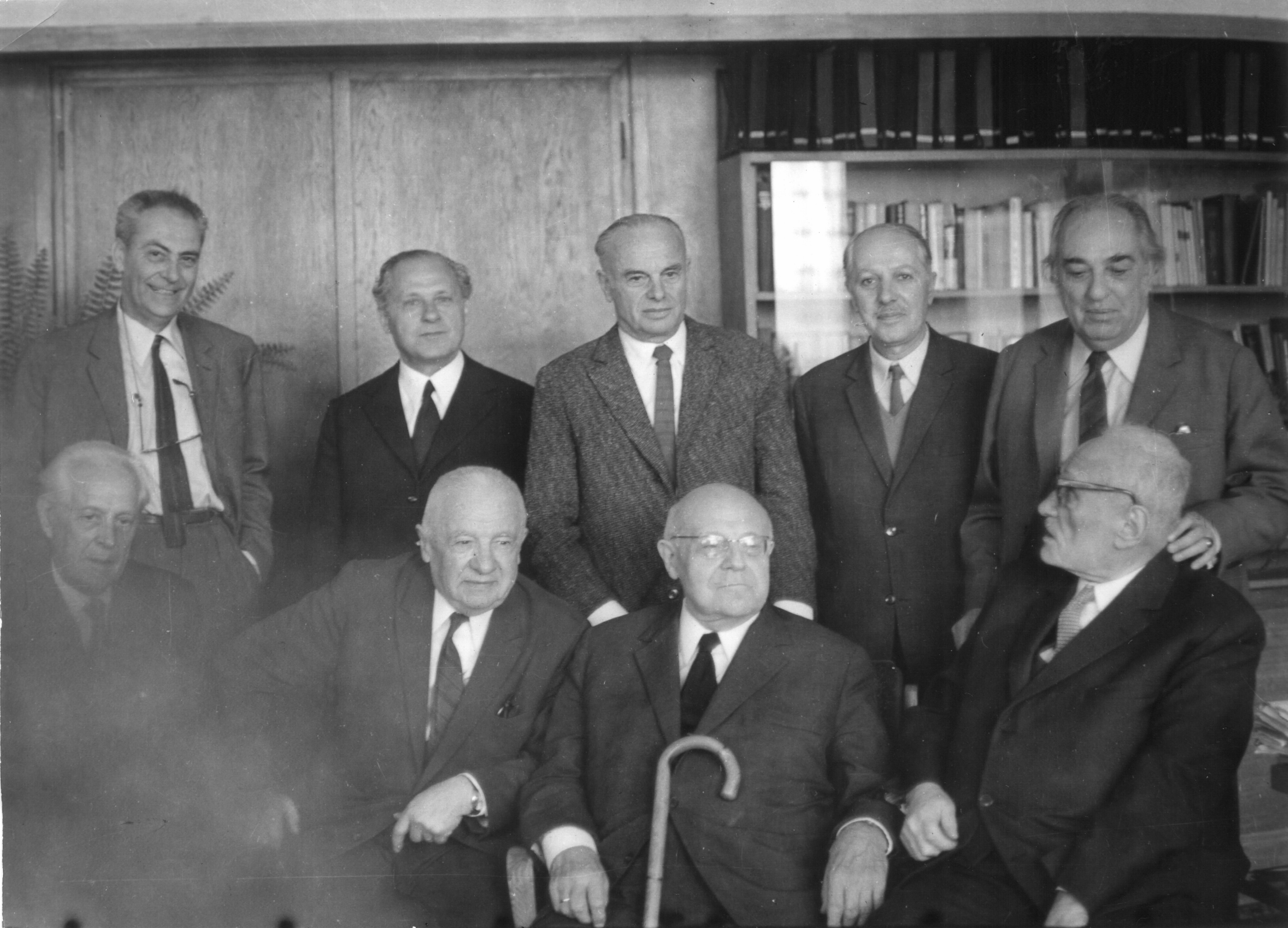
Gruppenbild mit Emil Dshakow, (Dritter von links), 1970

Emil Stefanow Dshakow (bulgarisch Емил Стефанов Джаков, * 2. März 1908 in Swischtow; † 15. September 1978 in Sofia) war ein bulgarischer Physiker.

## Leben
Er studierte zunächst in Sofia und vertiefte seine Studien dann in den Jahren 1936 und 1937 in Berlin. Ab 1942 war er als Professor an der Universität Sofia tätig. Er war Mitglied der Bulgarischen Akademie der Wissenschaften und von 1963 bis 1978 Direktor des Instituts für Elektrotechnik der Akademie. Dshakow gehörte von 1956 bis 1976 dem wissenschaftlichen Rat an und war von 1959 bis 1961 stellvertretender Direktor des Vereinigten Instituts für Kernforschung in Dubna in der Sowjetunion.
In seinen wissenschaftlichen Arbeiten befasste er physikalischer Elektronik und der Radiophysik. Er verfasste eine Theorie zu Verzögerungsrelais und schuf neue Integratoren für nichtlineare Funktionen.
Dshakow wurde mit dem Dimitroffpreis ausgezeichnet.